# استوارت ویتاکر
استوارت ویتاکر (انگلیسی: Stuart Whittaker؛ زادهٔ ۲ ژانویهٔ ۱۹۷۵) بازیکن فوتبال اهل انگلستان بود. 
از باشگاه‌هایی که در آن بازی کرده‌است می‌توان به باشگاه فوتبال بولتون واندررز، باشگاه فوتبال ویگان اتلتیک، باشگاه فوتبال لیورپول، باشگاه فوتبال مکلسفیلد تاون، باشگاه فوتبال ساوتپورت، باشگاه فوتبال نانیتون تاون، باشگاه فوتبال واکسول موتورز، و باشگاه فوتبال استافورد رانجرز اشاره کرد.